# Cléry-en-Vexin
Pour les articles homonymes, voir Cléry.
Cléry-en-Vexin est une commune française située dans le département du Val-d'Oise, en région Île-de-France.
Ses habitants sont appelés les Clérysiens.

## Géographie

### Localisation
Le village se situe sur une butte-témoin dominant le plateau du Vexin français, à 45 km au nord-ouest de Paris. Le hameau des Tavernes en contrebas du village, autrefois traversé par la route nationale 14 (actuelle D 14) est contourné par l'est depuis la mise à 2×2 voies de la section de La Villeneuve Saint-Martin (commune d'Ableiges) à Magny-en-Vexin en 2007.

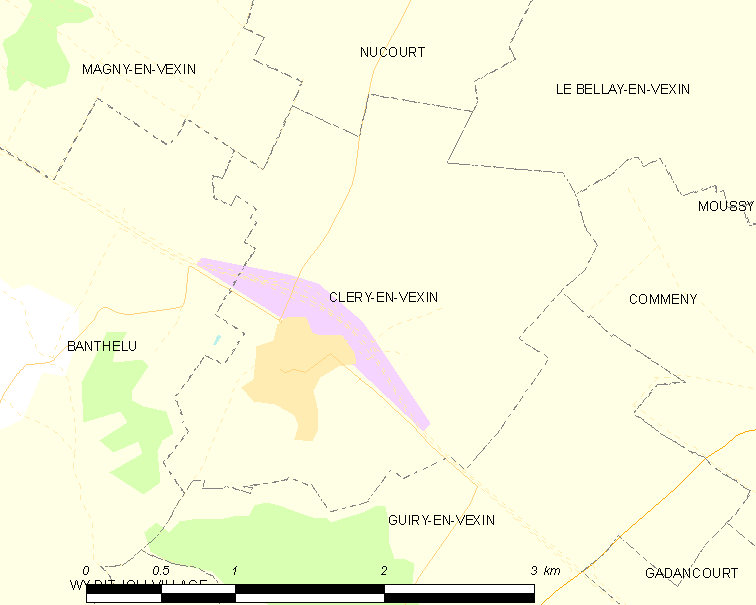
Carte de la commune.
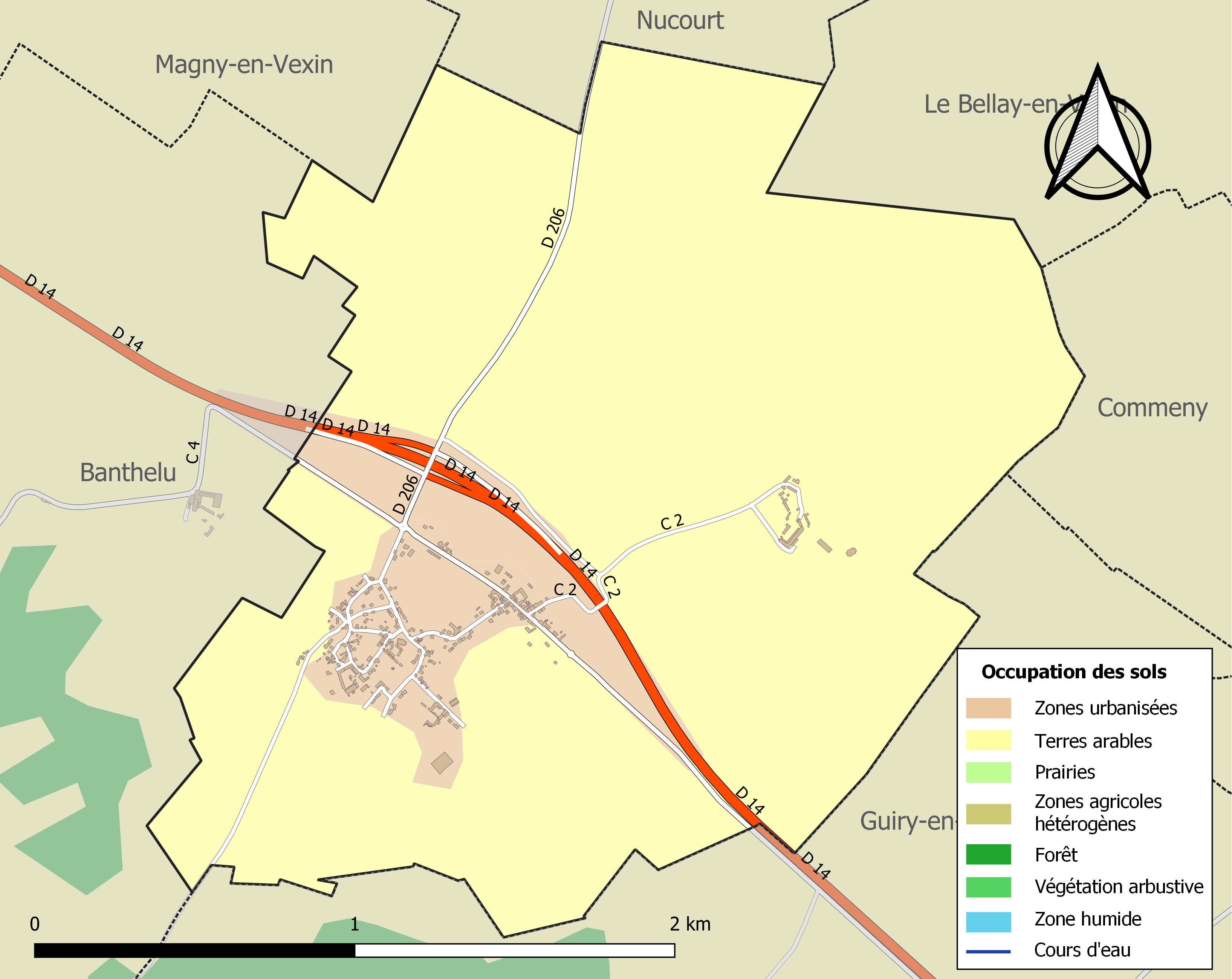
Occupation des sols.

### Communes limitrophes
| Magny-en-Vexin | Nucourt, Le Bellay-en-Vexin | Commeny |
| Banthelu       | Cléry-en-Vexin              |         |
|                | Guiry-en-Vexin              |         |

### Climat
Pour des articles plus généraux, voir Climat de l'Île-de-France et Climat du Val-d'Oise.
En 2010, le climat de la commune est de type climat océanique dégradé des plaines du Centre et du Nord, selon une étude du CNRS s'appuyant sur une série de données couvrant la période 1971-2000. En 2020, Météo-France publie une typologie des climats de la France métropolitaine dans laquelle la commune est exposée à un climat océanique et est dans la région climatique Sud-ouest du bassin Parisien, caractérisée par une faible pluviométrie, notamment au printemps (120 à 150 mm) et un hiver froid (3,5 °C).
Pour la période 1971-2000, la température annuelle moyenne est de 10,5 °C, avec une amplitude thermique annuelle de 14,7 °C. Le cumul annuel moyen de précipitations est de 728 mm, avec 10,7 jours de précipitations en janvier et 8,3 jours en juillet. Pour la période 1991-2020, la température moyenne annuelle observée sur la station météorologique la plus proche, située sur la commune de Boissy-l'Aillerie à 16 km à vol d'oiseau, est de 11,2 °C et le cumul annuel moyen de précipitations est de 635,8 mm,. Pour l'avenir, les paramètres climatiques de la commune estimés pour 2050 selon différents scénarios d'émission de gaz à effet de serre sont consultables sur un site dédié publié par Météo-France en novembre 2022.

## Urbanisme

### Typologie
Au 1er janvier 2024, Cléry-en-Vexin est catégorisée commune rurale à habitat dispersé, selon la nouvelle grille communale de densité à sept niveaux définie par l'Insee en 2022.
Elle est située hors unité urbaine. Par ailleurs la commune fait partie de l'aire d'attraction de Paris, dont elle est une commune de la couronne,. Cette aire regroupe 1 929 communes,.

### Hameaux et écarts
La commune compte le hameau des Taverses, sur le tracé initial de la route nationale 14.

## Histoire
Le bas de la commune est traversé par la chaussée Jules César, une ancienne voie romaine dont le tracé a été repris par l'ancienne route nationale 14 avant qu'elle ne soit déviée plus au nord.

## Politique et administration

### Rattachements administratifs et électoraux
Rattachements administratifs
Antérieurement à la loi du 10 juillet 1964, la commune faisait partie du département de Seine-et-Oise. La réorganisation de la région parisienne en 1964 fit que la commune appartient désormais au département du Val-d'Oise et à son arrondissement de Pontoise après un transfert administratif effectif au 1er janvier 1968.
Elle faisait partie depuis 1801 du canton de Marines. Dans le cadre du redécoupage cantonal de 2014 en France, cette circonscription administrative territoriale a disparu, et le canton n'est plus qu'une circonscription électorale.
Rattachements électoraux
Pour les élections départementales, la commune est membre depuis 2014 du canton de Vauréal.
Pour l'élection des députés, elle fait partie de la première circonscription du Val-d'Oise.

### Intercommunalité
La commune, initialement membre de la communauté de communes du Plateau du Vexin, est membre, depuis le 1er janvier 2013, de la communauté de communes Vexin centre.
En effet, cette dernière a été constituée le 1er janvier 2013 par la fusion de la communauté de communes des Trois Vallées du Vexin (12 communes), de la communauté de communes Val de Viosne (14 communes) et  de la communauté de communes du Plateau du Vexin (8 communes), conformément aux prévisions du schéma départemental de coopération intercommunale du Val-d'Oise approuvé le 11 novembre 2011.

### Liste des maires
| Période                                  | Période  | Identité          | Étiquette | Qualité |
| ---------------------------------------- | -------- | ----------------- | --------- | ------- |
| Les données manquantes sont à compléter. |          |                   |           |         |
| mars 1896                                | 1904     | Louis Roussel     |           |         |
| mars 1904                                | 1907     | François Truffaut |           |         |
| mars 1908                                | 1914     | Jean Eujeni       |           |         |
| mars 1914                                | 1925     | Henri Duport      |           |         |
| mars 1925                                | 1930     | Raoul Durand      |           |         |
| mars 1930                                | 1935     | Joseph Digaire    |           |         |
| mars 1935                                | 1945     | Henri Duport      |           |         |
| mars 1945                                | 1947     | Jean Ronzeau      |           |         |
| mars 1947                                | 1965     | Henri Quillet     |           |         |
| mars 1965                                | 1971     | Marcel Guerin     |           |         |
| mars 1971                                | 1975     | Albert Hillairet  |           |         |
| mars 1975                                | 1983     | Daniel Quillet    |           |         |
| mars 1983                                | 1989     | Michel Thedrel    |           |         |
| mars 1989                                | mai 2020 | Jacques Beaugrand | DVD       |         |
| mai 2020                                 | En cours | René Pannier      |           |         |

## Population et société

### Démographie
L'évolution du nombre d'habitants est connue à travers les recensements de la population effectués dans la commune depuis 1793. Pour les communes de moins de 10 000 habitants, une enquête de recensement portant sur toute la population est réalisée tous les cinq ans, les populations de référence des années intermédiaires étant quant à elles estimées par interpolation ou extrapolation. Pour la commune, le premier recensement exhaustif entrant dans le cadre du nouveau dispositif a été réalisé en 2004.

En 2022, la commune comptait 467 habitants, en évolution de +2,41 % par rapport à 2016 (Val-d'Oise : +4 %, France hors Mayotte : +2,11 %).
| 1793 | 1800 | 1806 | 1821 | 1831 | 1836 | 1841 | 1846 | 1851 |
| ---- | ---- | ---- | ---- | ---- | ---- | ---- | ---- | ---- |
| 319  | 267  | 327  | 346  | 339  | 331  | 338  | 290  | 293  |

| 1856 | 1861 | 1866 | 1872 | 1876 | 1881 | 1886 | 1891 | 1896 |
| ---- | ---- | ---- | ---- | ---- | ---- | ---- | ---- | ---- |
| 271  | 238  | 256  | 267  | 256  | 265  | 287  | 276  | 256  |

| 1901 | 1906 | 1911 | 1921 | 1926 | 1931 | 1936 | 1946 | 1954 |
| ---- | ---- | ---- | ---- | ---- | ---- | ---- | ---- | ---- |
| 269  | 253  | 229  | 185  | 197  | 179  | 189  | 178  | 187  |

| 1962 | 1968 | 1975 | 1982 | 1990 | 1999 | 2004 | 2006 | 2009 |
| ---- | ---- | ---- | ---- | ---- | ---- | ---- | ---- | ---- |
| 217  | 226  | 229  | 225  | 356  | 411  | 417  | 411  | 409  |

| 2014 | 2019 | 2022 | - | - | - | - | - | - |
| ---- | ---- | ---- | - | - | - | - | - | - |
| 422  | 465  | 467  | - | - | - | - | - | - |

## Culture locale et patrimoine

### Lieux et monuments

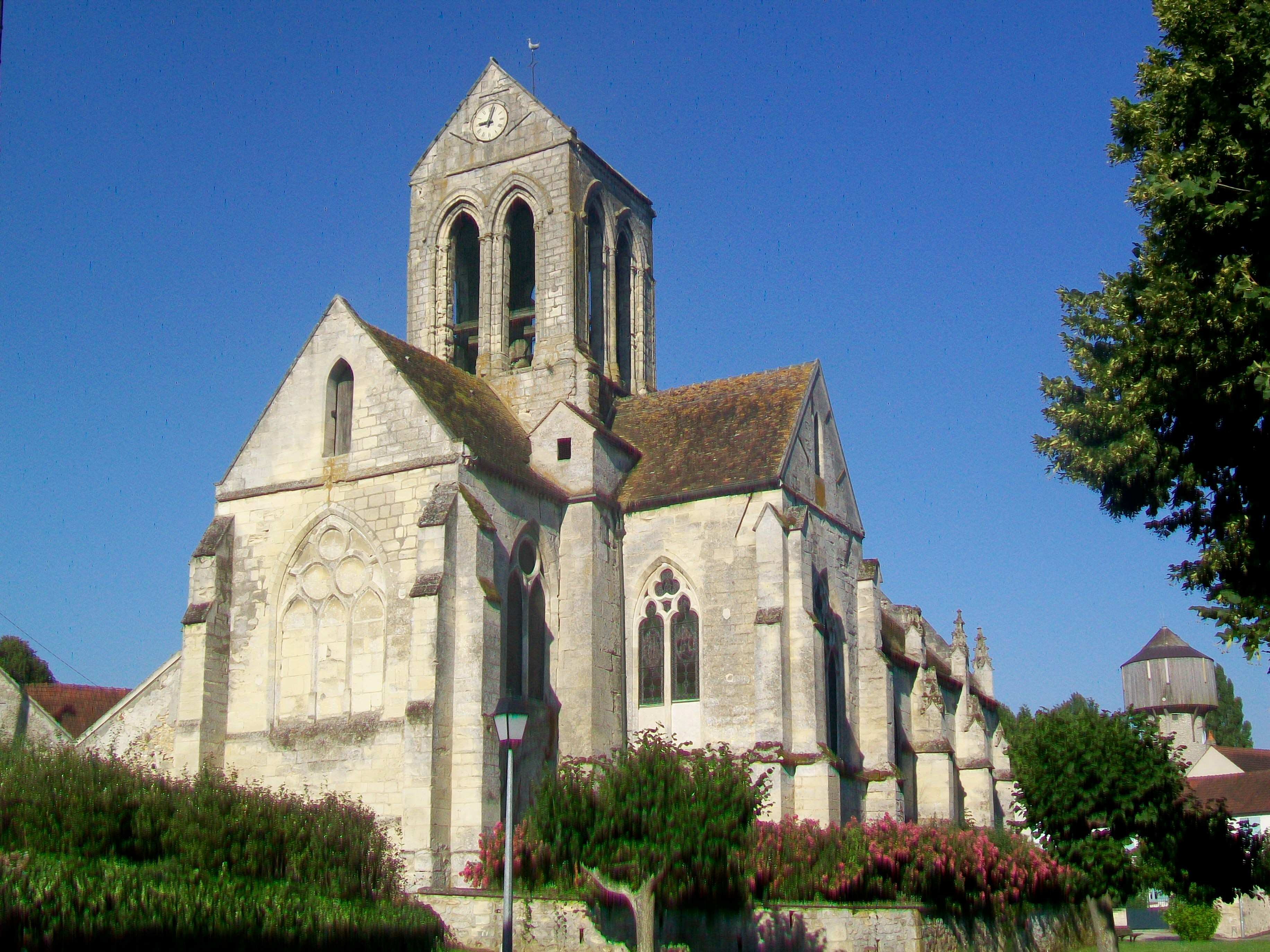
Chœur, clocher et transept.

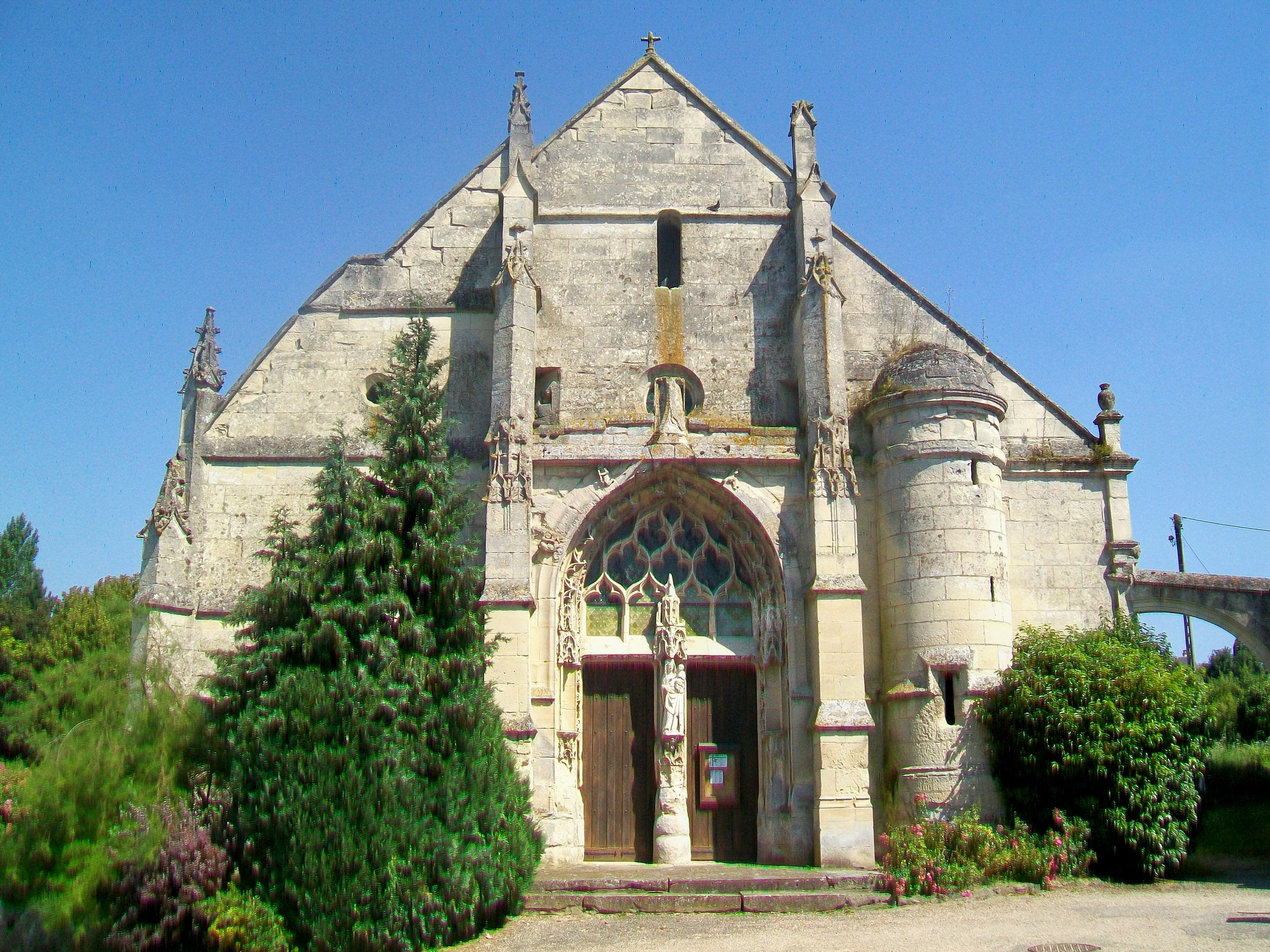
Façade occidentale.

Cléry-en-Vexin possède un monument historique sur son territoire : 
- Église Saint-Germain-de-Paris, place de l'Église (classée monument historique en 1929[22])

C'est au moins la deuxième église à cet emplacement, la première ayant été donnée à l'abbaye Saint-Martin de Pontoise en 1099 et a été remplacée au XIIIe siècle.
De cet édifice de style gothique, provient l'ensemble très homogène du chœur au chevet plat, du transept et du clocher en bâtière. Portant tous les trois sur une travée et terminés par une façade avec pignon identique, les deux croisillons du transept et le chœur flanquent le clocher qui s'élève au-dessus de la croisée du transept. Son unique étage d'une hauteur importante est percé sur chaque face de deux grandes ouvertures en tiers-point, flanquées par des colonnettes à chapiteaux et entourées d'un tore, et s'inscrivant dans des archivoltes selon les mêmes dispositions.
L'ensemble formé par la nef aveugle et ses deux bas-côtés, portant chacun sur trois travées sous une toiture commune, présente également une belle homogénéité. Il a été amorcé au début du XVIe siècle et est conçu dans le style gothique flamboyant, avec toutefois quelques finitions dans le style de la Renaissance au sud. En effet, alors que les contreforts du bas-côté nord sont couronnés chacun par deux pinacles superposés, décorés de crochets, les contreforts côté nord sont couronnés respectivement par un pot à feu et par des ailerons. 
La façade occidentale est subdivisée en trois parties par les deux hauts contreforts cantonnant le portail. Ils sont de même inspiration que ceux du bas-côté nord, et ornés en plus par un décor flamboyant à mi-hauteur. Le portail consiste en deux portes rectangulaires de part et d'autre d'un pilier central, qui, à l'instar des piédroits, comportent une niche à statue au dais finement ciselé. Seule la niche centrale abrite une statue, en l'occurrence une Vierge à l'Enfant. Le tympan ajouré possède comme remplage un complexe réseau flamboyant. Le pinacle au sommet de la verrière est cassé. À gauche du portail, se trouve une baie ogivale bouchée ; à droite, une courte tourelle d'escalier ronde permet l'accès aux combles,.
On peut également signaler :
- Lavoir couvert, rue du Calvaire : le bassin aujourd'hui à sec est abrité dans un bâtiment en moellons, fermé de trois côtés et ouvert côté rue. L'espace autour du bassin est pavé.
- Vieux puits publics, rue du Château / rue de l'Église et rue de la Fontaine-d'Ascot / ruelle des Écoles : ces puits, aujourd'hui restaurés, jouaient un rôle important dans un village dépourvu de cours d'eau.
- Château d'eau : son allure particulière est due à un revêtement en bois destiné à camoufler des antennes de téléphonie mobile particulièrement disgracieuses. Cet aménagement a été réalisé en 2004.
- Château du Bâtiment : ce petit manoir, aujourd'hui logis d'une ferme, est l'ancienne demeure de la famille de Poissy-Cléy. Seule la tour d'escalier ronde du XVIe siècle avec son toit en poivrière semble justifier l'appellation de château. Il est entré dans l'histoire du fait que la dernière héritière, Marguerite-Suzanne de Pinthereau de Boislisle, épouse le prince Georges Rákóczi en 1740 : en effet, ce dernier est le fils de François II Rákóczi, prince de Transylvanie et héros national hongrois[24].
- Calvaire des Tavernes, Grande-Rue des Tavernes, au hameau du même nom.
- Colombier de la ferme du Tillay, au hameau du même nom : de forme carrée et à un étage, il possède de très gros chaînages d'angle. Le colombier daterait du XVIIe siècle, alors que l'un des bâtiments de la ferme porte la date de 1747[24].

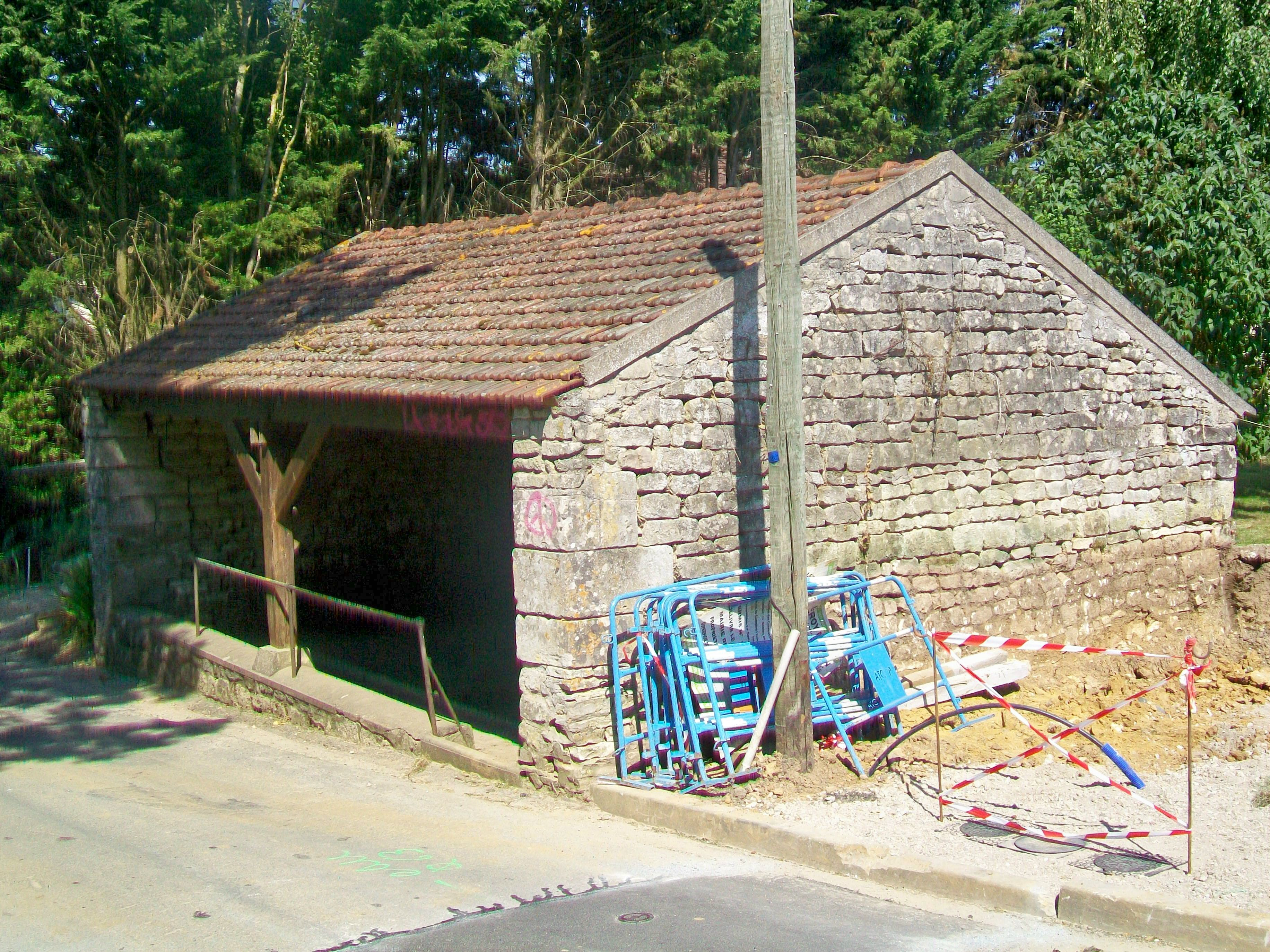
Lavoir couvert.
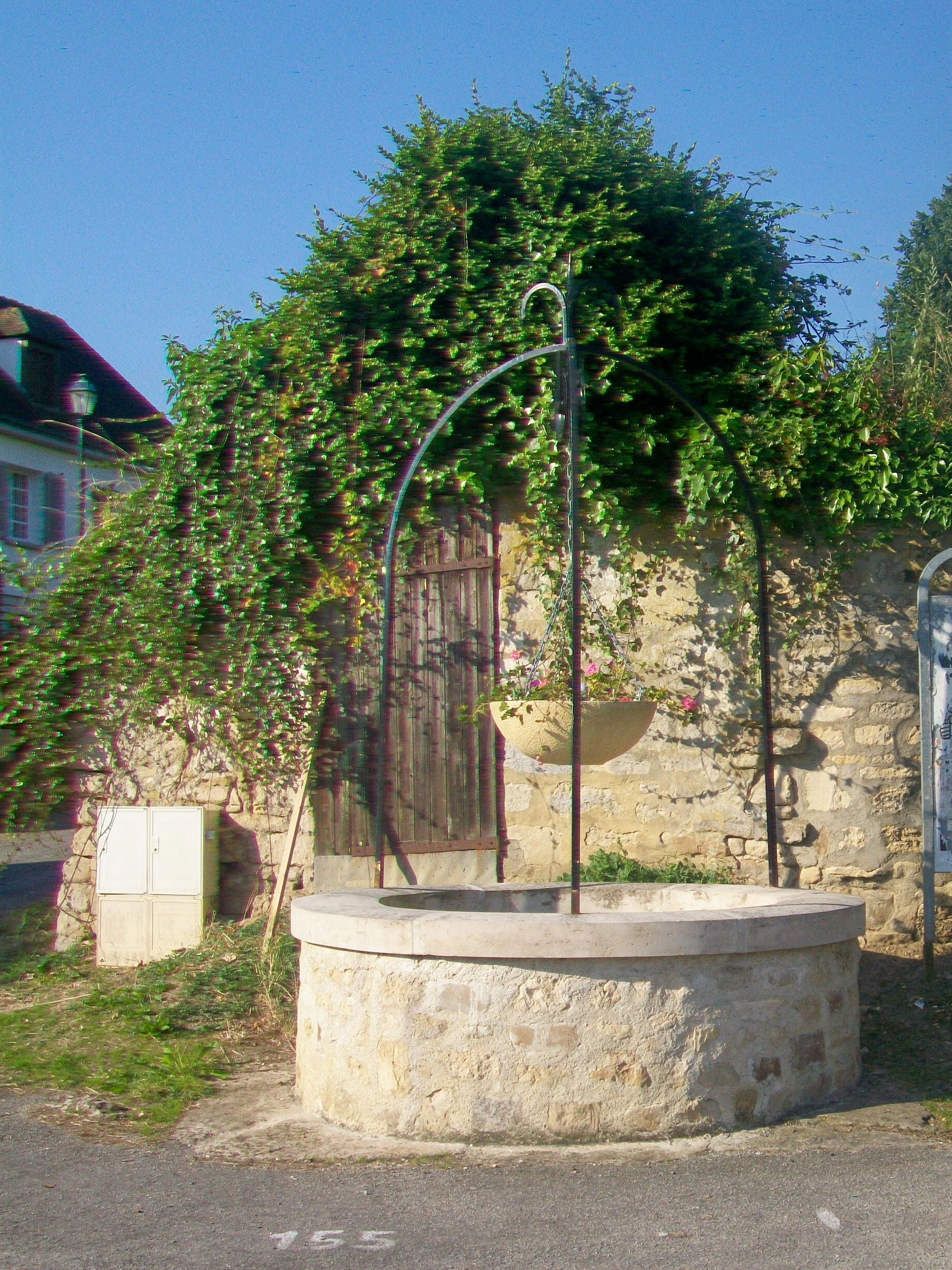
L'un des puits publics.
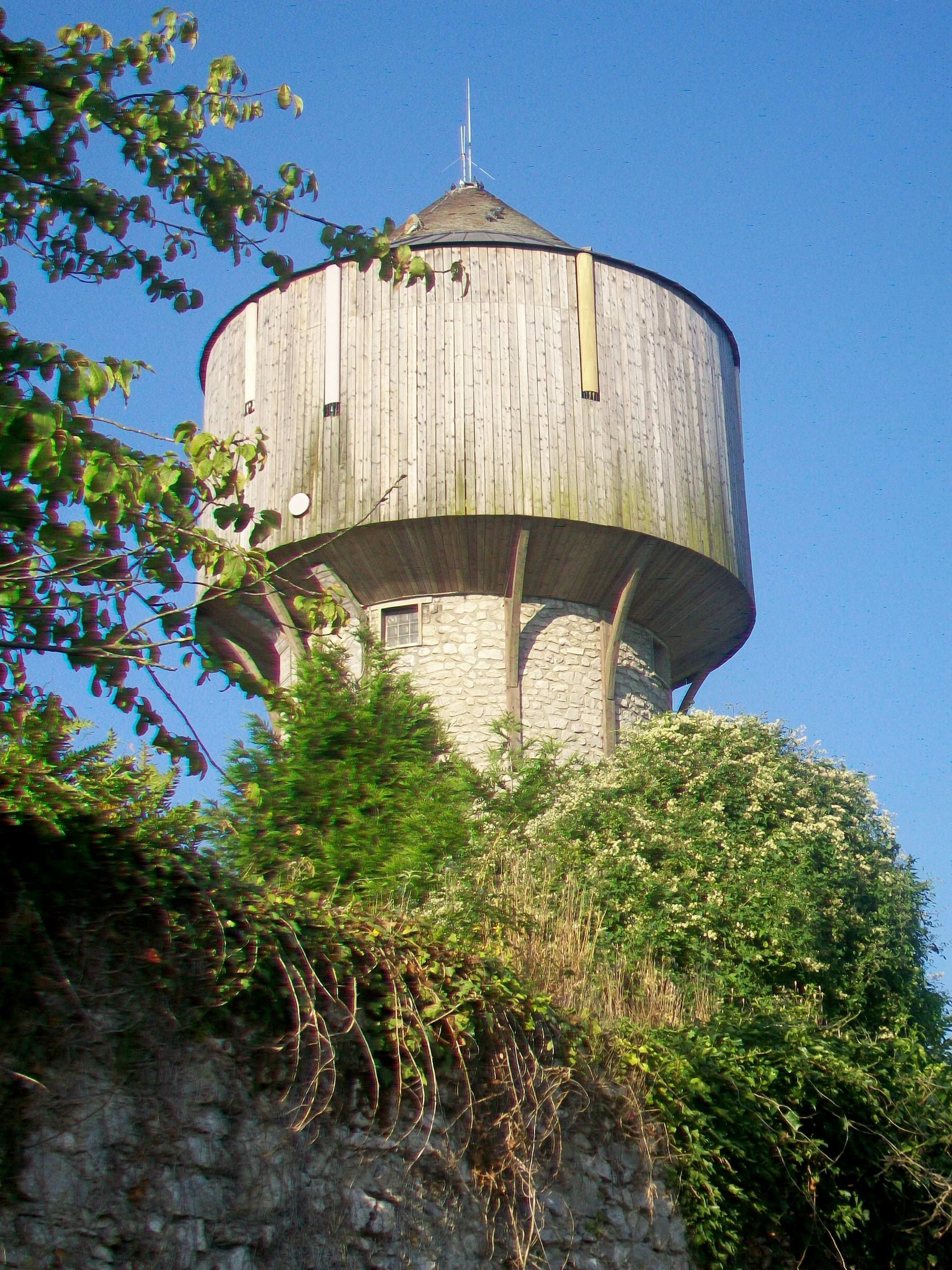
Château d'eau.
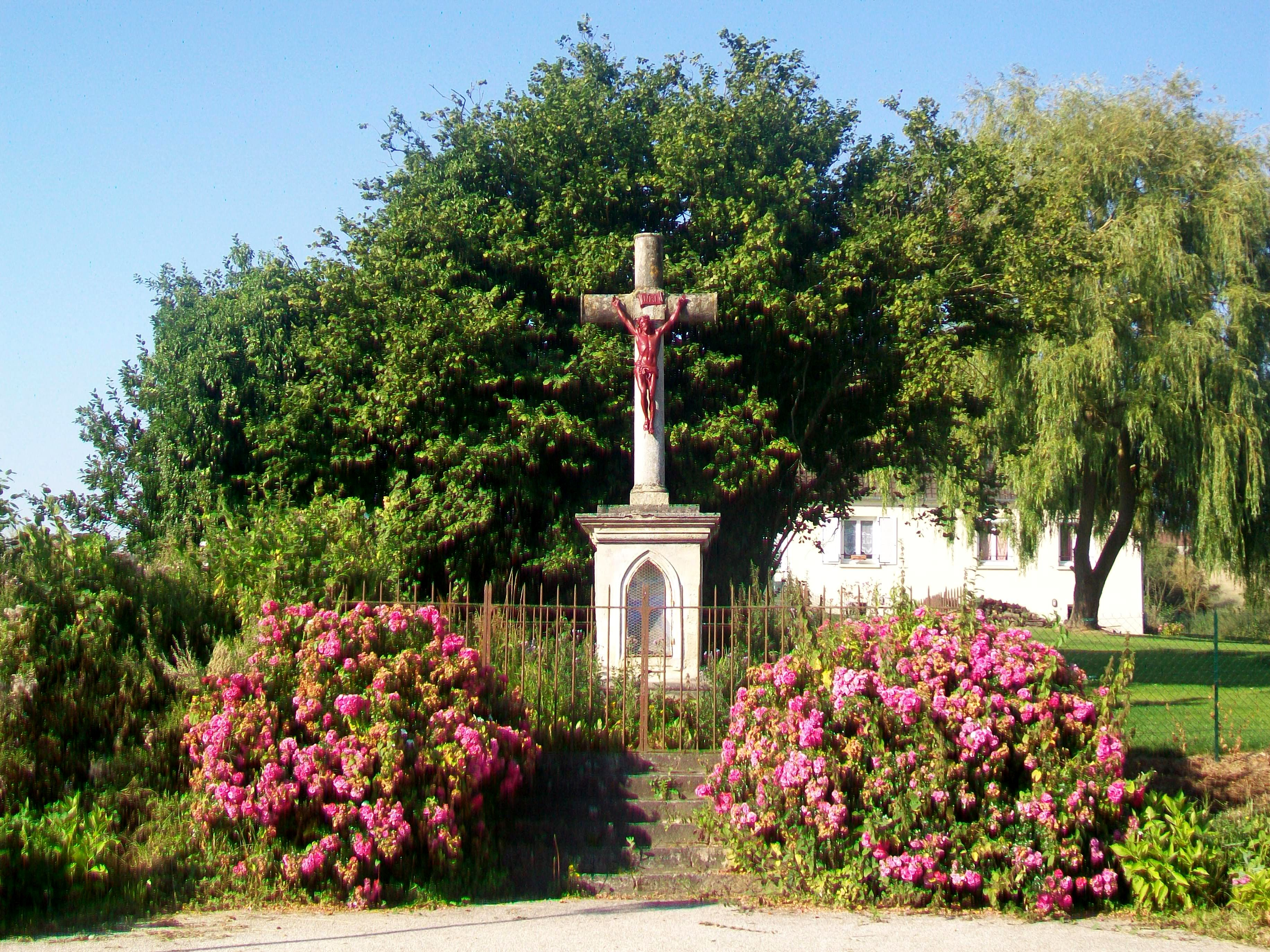
Calvaire des Tavernes.

### Personnalités liées à la commune
- Raymond Havard (1923-1979), premier Français à avoir été opéré à cœur ouvert, est né à Cléry-en-Vexin.